# Leiophron frater
Leiophron frater is een insect dat behoort tot de orde vliesvleugeligen (Hymenoptera) en de familie van de schildwespen (Braconidae). De wetenschappelijke naam van de soort werd voor het eerst geldig gepubliceerd door Vladimir Ivanovitj Tobias in 1986.